# Chris Laidlaw
Christopher Robert Laidlaw (* 16. November 1943 in Dunedin, Neuseeland) ist ein ehemaliger neuseeländischer Rugby-Union-Spieler auf der Position des Gedrängehalbs. Nach seiner Rugbykarriere wurde er ein Buchautor, Diplomat, Politiker und  Radiomoderator. Des Weiteren engagierte er sich in den 1990er Jahren für den World Wildlife Fund (WWF) in Neuseeland.

## Rugbykarriere
Laidlaw ging auf die King’s High School in Dunedin, wo er bereits für deren erste Rugbymannschaft auflief. Nach dem Ende seiner Schulzeit schrieb er sich 1962 bei der University of Otago ein und trat dem Rugbyverein der Universität bei. Aufgrund seiner dortigen Leistungen wurde er schon im selben Jahr in die Auswahlmannschaft der Otago RFU berufen. Außerdem lief er in seiner Debütsaison ebenfalls für die Auswahlen der Südinsel und der neuseeländischen Universitäten auf.
1963 spielte er wieder für die Südinsel und wurde in den Kader der neuseeländischen Nationalmannschaft (All Blacks) für deren Tour in Europa berufen. Dort gehörte er nicht zu den Stammspielern und versäumte vier der fünf Länderspiele, spielte aber beim 12:6-Sieg gegen die französische Nationalmannschaft.
Er tourte mit einer neuseeländischen U-23-Auswahl als deren Kapitän 1964 in Australien. Mit den All Blacks verteidigte er später im selben Jahr erfolgreich den Bledisloe Cup gegen die australische Nationalmannschaft (Wallabies). Als die südafrikanische Nationalmannschaft (Springboks) im Jahr darauf eine Tour in Neuseeland unternahm, spielte er in allen vier Test Matches, von denen die All Blacks drei gewannen und eines verloren. Ein Jahr später lief er ebenfalls in allen vier Länderspielen gegen die in Neuseeland tourenden British and Irish Lions auf. Diesmal gewannen die All Blacks alle Spiele.
1967 tourte er mit Neuseeland wieder in Europa. Er spielte in drei der vier Länderspiele gegen England, Schottland sowie Wales. Auch hier siegte er in allen drei Spielen. Im folgenden Jahr verteidigte er mit den All Blacks den Bledisloe Cup erneut gegen die Wallabies, wobei er im zweiten Länderspiel als Kapitän der Mannschaft auflief. Des Weiteren wechselte er von Otago zur Canterbury RFU. Für Canterbury lief er jedoch nur einmal auf, bevor er nach Großbritannien zog, um für ein Jahr an der University of Oxford am Merton College zu studieren, nachdem er ein Rhodes-Stipendium bekommen hatte. Dort trat Laidlaw dem Rugbyverein der Universität bei und führte diesen 1969 als Mannschaftskapitän zu einem Sieg über die durch Europa tourenden Springboks.
1970 war er wieder zurück in Neuseeland und nahm als Nationalspieler an der Tour der All Blacks in Australien und Südafrika teil. Er lief in den ersten drei der vier Länderspiele gegen die Springboks auf, von denen zwei von den Neuseeländern verloren wurden. Dabei erzielte er im zweiten Länderspiel, das die All Blacks mit 9:8 gewannen, einen Versuch. Da die All Blacks auch das letzte Länderspiel der Tour verloren, unterlagen sie den Springboks in der Länderspielserie mit 1:3. Nach dieser Tour trat Laidlaw mit nur 27 Jahren vom neuseeländischen und internationalen Rugby zurück. Anschließend spielte er 1971 noch für eine Saison bei dem französischen Verein Lyon Olympique Universitaire, bevor er endgültig vom aktiven Rugby zurücktrat.
1973 sorgte Laidlaw für einigen medialen Wirbel in Neuseeland, als er sein Buch Mud in Your Eye: A worm's eye view of the changing world of Rugby veröffentlichte. Das Buch warf einen hämischen Blick auf das neuseeländische Rugby, was einige Offizielle und ehemalige Mannschaftskameraden verstimmte. In den darauffolgenden Jahren relativierte er jedoch einige seiner im Buch geäußerten Ansichten. Im Jahr 2010 veröffentlichte er mit Somebody Stole My Game ein weiteres kritisches Buch über die Entwicklung des gesamten Rugbys seit seiner Professionalisierung 1995.

## Politik
Obwohl Laidlaw während seiner aktiven Rugbylaufbahn selber mehrmals gegen die südafrikanischen Springboks gespielt hat, war er später für einen sportlichen Boykott Südafrikas aufgrund des dortigen Apartheidsregimes. Er ist außerdem Befürworter einer Republik Neuseeland und Gegner der jetzigen Staatsform der konstitutionellen Monarchie. Seine Ideen zur Identität Neuseelands veröffentlichte er 1999 in seinem Buch Rights of Passage: beyond the New Zealand Identity Crisis.

### Diplomat
1972 ging er zum neuseeländischen Außenministerium, für das er in Fidschi, Frankreich und Großbritannien arbeitete. Anschließend wurde er als Assistent des Generalsekretärs Shridath Ramphal ins Commonwealth-Sekretariat berufen. Aufgrund seiner Erfahrungen wurde er 1986 zum ersten neuseeländischen Hochkommissar für Afrika ernannt. Sein Amtssitz befand sich in Harare, Simbabwe. 1989 zog er wieder nach Neuseeland, wo er den Posten des Race Relations Conciliator und Kommissars für Menschenrechte übernahm.

### Parlamentarier
1992 zog er nach einer gewonnenen Nachwahl im Wahlkreis Wellington central für die Labour Party als Abgeordneter ins neuseeländische Repräsentantenhaus ein. Bei den folgenden Parlamentswahlen 1993 konnte er seinen Sitz jedoch nicht verteidigen und wurde wieder abgewählt.

### Lokalpolitiker
Seit 1998 ist er ein Ratsmitglied des Wellington Regional Council. Bei den Kommunalwahlen 2007 errang er 24.757 Stimmen und bei den Kommunalwahlen 2010 24.838.

## Radio
Seit dem Jahr 2000 moderiert Laidlaw beim öffentlich-rechtlichen Radiosender Radio New Zealand die wöchentliche Sendung Sunday Morning.